# Église russe de Menton
L’église russe-orthodoxe de Menton, dans les Alpes-Maritimes est située 14, rue Paul-Morillot. 
Elle est dédiée à Notre-Dame, joie des Affligés (ou Notre-Dame de Consolation) et à saint-Nicolas le Thaumaturge fut construite dans un style russe du XVIIe siècle, en 1892. Cette église est affiliée à l’Église orthodoxe russe hors frontières qui a retrouvé l’unité canonique avec le Patriarcat de Moscou en 2007.

## Histoire
En 1880, la Société russe de bienfaisance à Menton fut créée sous le patronage de la grande-duchesse Anastasia Mikhaïlovna de Russie, jeune épouse du grand-duc de Mecklembourg-Schwerin, qui résidait alors à Cannes après la naissance de son premier enfant. Il s’agissait de venir en aide aux Russes qui vivaient à Menton, Bordighera et San-Remo, d’assurer un secours aux tuberculeux russes qui se faisaient soigner dans les nombreux sanatoriums de la côte, et d’accompagner les mourants.
Des fonds furent réunis pour acheter en 1892 dans le pittoresque quartier de Carnoles, une maison bientôt appelée La Maison russe. Il y avait trente-deux chambres dans cette bâtisse de quatre étages qui donnait sur un jardin de citronniers, d'orangers, d'oliviers, de palmiers, d'héliotropes et de roses. Cette maison abritait exclusivement des Russes malades ou nécessiteux. La Société acheta ensuite, pour les tuberculeux les plus atteints, la villa Innominata un peu plus loin. Une confrérie orthodoxe sous le nom de confrérie Sainte-Anastasie fut fondée pour prendre soin de leurs âmes et de leurs corps.
La société décida peu après la construction de La Maison russe de bâtir une église attenante. Les plans sont demandés à l'architecte Hans-Georg Tersling. La première pierre fut posée le 5 (17) juin 1892 et elle fut consacrée le 24 novembre (6 décembre) 1892 par le clergé orthodoxe de l'église Saint-Nicolas-et-Sainte-Alexandra de Nice.
L'église mesure 12 m de long et 7,5 m de large, pour une hauteur de 9m à l'intérieur et de 22 m à l'extérieur. L'iconostase est de style byzantin en marbre de Carrare, et les icônes peintes par Karl Briullov de style romantique. 
L'église fut endommagée à la fin de la Seconde Guerre mondiale. Elle fut restaurée en 1958.